# NGC 3842
NGC 3842 هي مجرة إهليلجية تقع في كوكبة الأسد (كوكبة). تم اكتشافها من قبل وليام هيرشل. ومن الملاحظ أنها تحتوي على واحدة من أكبر الثقوب السوداء. كتلتها 9.7 مليار كتلة شمسية. تبعد حوالي 331 مليون سنة ضوئية بعيدة من الأرض.

## وصلات خارجية
- NGC 3842 على موقع ويكي سكاي: DSS2, SDSS, GALEX, IRAS, Hydrogen α, X-Ray, Astrophoto, Sky Map, Articles and images